# NGC 6247
NGC 6247 é uma galáxia  localizada na direcção da constelação de Draco. Possui uma declinação de +62° 58' 38" e uma ascensão recta de 16 horas, 48 minutos e 19,4 segundos.
A galáxia NGC 6247 foi descoberta em 24 de Setembro de 1862 por Heinrich Louis d'Arrest.